# Мчи, пес. Мчи! (мультсеріал)
«Мчи, пес. Мчи!» (англ. Go, Dog. Go!) — американський-канадський мультсеріал створений Адам Пельцман, виробництва телеканалу «Netflix». Вперше мультсеріал вийшов в ефір 26 січня 2021 року.

## Персонажі
- Хвостя Гавкуня (англ. Tag Barker, озвучує Мікела Лучі (оригінал), Селезньова Єсенія Євгенівна (український дубляж)) — головний герой серіалу. помаранчева собака 6 років.
- Вушик Песик (англ. Scooch Pooch, озвучує Каллум Шонікер (оригінал), Олексій Сморигін (український дубляж)) — блакитний тер'єр 6 років.
- Мама Гавкуня (англ. Ma Barker, озвучує Кеті Гріффін (оригінал), Брайковська Катерина Анатоліївна (український дубляж)) — лавандова собака.
- Тато Гавкун (англ. Paw Barker, озвучує Мартін Роуч (оригінал), В'ячеслав Дудко (український дубляж)) — коричневий пес.
- Чеддер Бісквіт (англ. Cheddar Biscuit, озвучує Таджа Ісен (оригінал), Анастасія Жарнікова-Зіновенко (український дубляж)) — біла собака 7 років.
- Спайк (англ. Spike Barker, озвучує Ліон Сміт (оригінал), Гурін Володимир Олександрович (український дубляж)) — червоний пес.
- Ґілбер (англ. Gilber Barker, озвучує Ліон Сміт (оригінал), Павло Голов (український дубляж)) — жовтий пес.
- Бабуся (англ. Grandma Marge Barker, озвучує Джуді Маршанк (оригінал), Людмила Суслова (український дубляж)) — фіолетова собака.
- Дідусь (англ. Grandpaw Mort Barker, озвучує Патрік Маккенна (оригінал), Завальський Олександр Васильович (український дубляж)) — бежевий пес.
- Сержант Песик (англ. Sgt Pooch, озвучує Лінда Баллантайн (оригінал), Аліна Проценко (український дубляж)) — синя тер'єр.
- Френк (англ. Frank, озвучує Девід Берні (оригінал), Євген Локтіонов (український дубляж)) — жовтий пес.
- Квасолик (англ. Beans, озвучує Ананд Раджарам (оригінал), Андрій Мостренко (український дубляж)) — зелений Староанглійська вівчарка.
- Леді Лідія (англ. Lady Lydia, озвучує Лінда Баллантайн (оригінал), Ардельян Людмила Миколаївна (український дубляж)) — рожева пудель.
- Сем Гончак (англ. Sam Whippet, озвучує Джошуа Грем (оригінал), Кудрявець Юрій Юрійович (український дубляж)) — блакитний Ґрейгаунд.
- Джеральд (англ. Gerald, озвучує Патрік Маккенна (оригінал), Скороходько Павло Михайлович (український дубляж)) — блакитний пес.
- Гавкенфілд (англ. Muttfield, озвучує Патрік Маккенна (оригінал), Кудрявець Юрій Юрійович (український дубляж)) — фіолетовий пес.
- Мер Нюхлінг (англ. Mayor Sniffington, озвучує Лінда Баллантайн (оригінал), Брайковська Катерина Анатоліївна (український дубляж)) — фіолетова собака.
- Гавкапела (англ. The Barkapellas, озвучує Пол Баклі, Ріно Зелмсер і Зої Д'Андреа (оригінал), Лукачова Ольга Михайлівна, В'ячеслав Рубель і Володимир Трач (український дубляж)) — співаки собаки.
- Келлі Коргі (англ. Kelly Korgi, озвучує Стейсі Кей (оригінал), Маргарита Мелешко (український дубляж)) — персикова собака.
- Киця (англ. Kit Whiskerton, озвучує Заріна Роха (оригінал), Ксенія Лук'яненко (український дубляж)) — фіолетова кішка.